# Língua rukai
Rukai é uma língua formosana falada pelo povo Rukai em Taiwan. É um membro da família de línguas austronésias. A língua Rukai compreende seis dialetos, que são Budai, Labuan, Maga, Mantauran, Tanan e Tona. O número de falantes dos seis dialetos juntosé estimado em cerca de 10 mil. Alguns deles são monolíngues. Existem vários graus de inteligibilidade mútua entre os dialetos de Rukai. Rukai é notável por seu sistema distinto voz gramatical entre as línguas formosas.

Taiwan

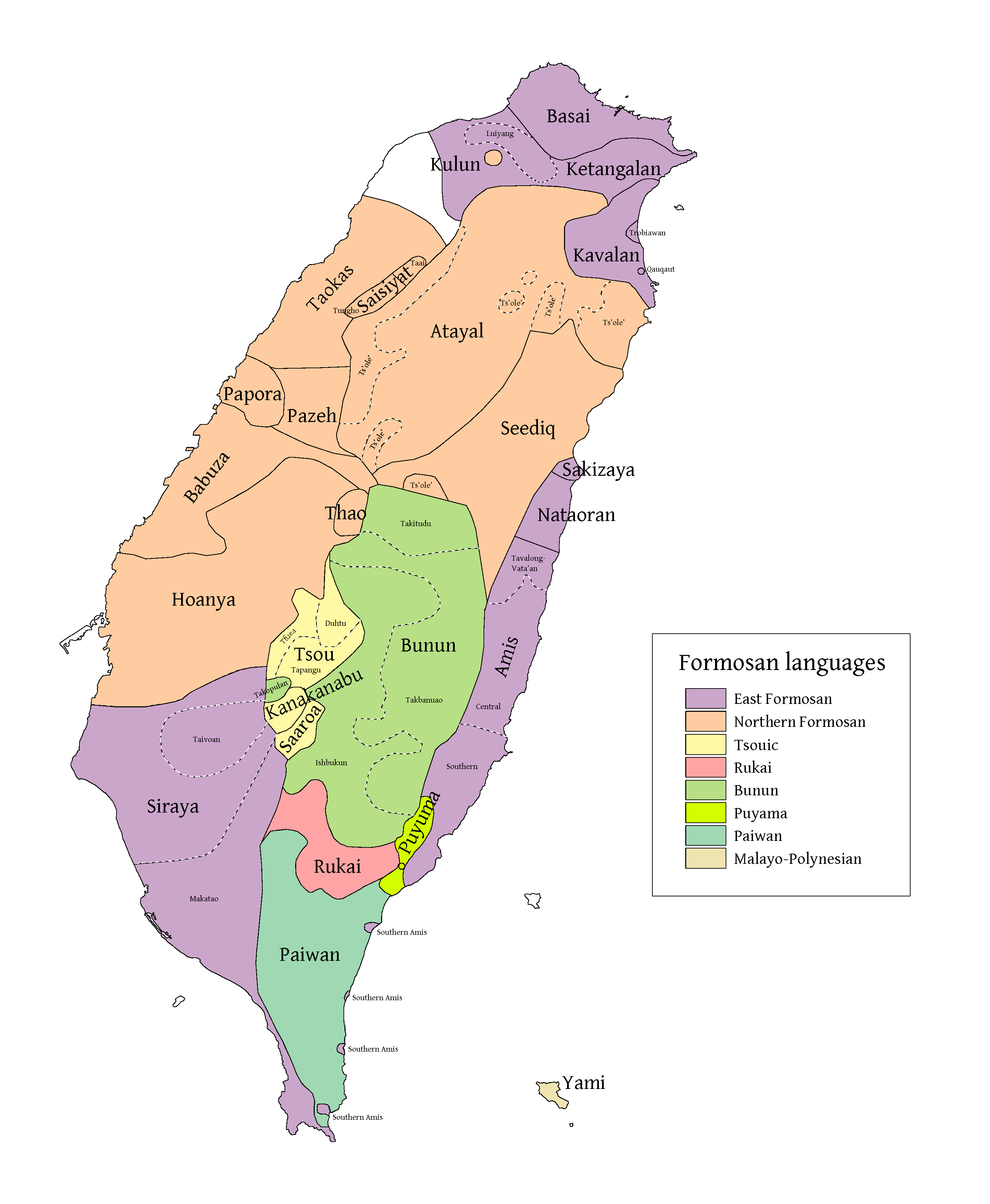
Rukai em cor rosa

## Classificação
Paul Jen-kuei Li considera Rukai como a primeira língua a se separar das línguas proto-austronésia. Abaixo estão as datas de divergência estimadas de várias línguas formosas de Li (2008: 215).
1. Proto-Austronesia: 4500 a.C
2. Rukai: 3000 a.C.
3. Tsouic: 2500 a.C (separado em Tsou e Tsouic sul por volta de 1000 d.C)
4. Outros grupos: 2000 a.c até ano 0.
5. Planícies Ocidentais 1000 d.C

As classificações de vários estudiosos constatam repetidamente que o rukai é uma das, e muitas vezes "a", mais divergente das línguas austronésias. É, portanto, a principal evidência para reconstruir o Proto-Austronésio. Ross (2009) observa que, até o momento, as reconstruções não haviam levado Rukai em consideração e, portanto, não podem ser consideradas válidas para toda a família austronésia.

## Dialetos
Rukai é único por ser a única língua formosana sem um sistema de foco de alinhamento tipo austronésio.
O Tanan Rukai também é a língua formosana com o maior inventário consoante, com 23 consoantes e 4 vogais com contraste de extensão. A língua tem o contrate animado / inanimado em vez de um pessoal / não pessoal, como, aliás, a maioria das outras línguas formosanas.
Mantauran é um dos dialetos mais divergentes. Paul Jen-kuei Li (2001) os classifica da seguinte maneiras:
- Rukai
  - Mantauran (萬山 Wanshan, também 'oponoho): 250–300 falantes
  - (Ramo principal)
    - Maga–Tona
      - Maga (馬加 Majia)
      - Tona (多納 Duona)

    - Budai–Tanan (Rukai Próprio)
      - Budai (霧台 Wutai)
      - Tanan (大南 Danan; também Taromak)

## Geografia
Segundo Zeitoun (2007: 4), existem 6 dialetos Rukai falados em 12 aldeias diferentes 
| Dialeto   | Autônimo        | Vila          | Cidade              |
| --------- | --------------- | ------------- | ------------------- |
| Tanan     | Taromak         | Tunghsin 東興 | Peinan ., Taitung   |
| Labuan    | Laboa(n)        | Tawu 大武     | Wutai ., Pingtung   |
| Labuan    | Talamakao       | Chinye        | Wutai ., Pingtung   |
| Budai     | Vedrai          | Wutai 霧臺    | Wutai ., Pingtung   |
| Budai     | Kucapungan      | Haocha 好茶   | Wutai ., Pingtung   |
| Budai     | Adiri           | Ali 阿禮      | Wutai ., Pingtung   |
| Budai     | Kalramomodhesae | Chiamu 佳暮   | Wutai ., Pingtung . |
| Budai     | Kinulan         | Chulu 吉露    | Wutai ., Pingtung   |
| Maga      | Teldrɨka        | Maolin 茂林   | Maolin ., Kaohsiung |
| Tona      | Kongadavane     | Tona 多納     | Maolin ., Kaohsiung |
| Mantauran | 'oponoho        | Wanshan 萬山  | Maolin ., Kaohsiung |

Juntos, Maga, Tona e Mantauran também são conhecidos como "Três Aldeiasde baixo". Recentemente, Rukai também foi registrado em Sandimen Township e no sul de Sanhe Village, Majia Township, onde existem muitos Paiwan. A vila Sanhe também é onde os Budai Rukais Budai originalmente viviamm antes de se mudarem para o município de Wutai em meados do século XX..

## Fonologia
A maioria dos dialetos de Rukai possui quatro vogais e consoantes retroflexas e interdentais.
 Budai Rukai possui quatro vogais,  / i ə a u /.  / ə / não é um xevá, mas uma vogal completa. As palavras que terminam fonemicamente numa consoante adicionam uma vogal eco, uma das  / i ə u /, que diferentemente das vogais morfofonêmicas geralmente é perdida na derivação.  / ə / é usado quando a última vogal da raiiz é  / a /.
|             |             | Labial | Dental | Alveolar | Retroflexa | Palatal | Velar |
| ----------- | ----------- | ------ | ------ | -------- | ---------- | ------- | ----- |
| Nasal       | Nasal       | m      |        | n        |            |         | ŋ     |
| Oclusiva    | surda       | p      |        | t        |            |         | k     |
| Oclusiva    | sonora      | b      |        | d        | ɖ          |         | g     |
| Africada    | Africada    |        |        | t͡s       |            |         |       |
| Fricativa   | surda       |        | θ      | s        |            |         |       |
| Fricativa   | sonora      | v      | ð      |          |            |         |       |
| Vibrante    | Vibrante    |        |        | r        |            |         |       |
| Aproximante | Aproximante | w      |        | l        | ɭ          | j       |       |

Devido à influência da pronúncia de consoantes da língua Paiwan]] e do Chinês, os falantes mais jovens às vezes pronunciam  / ð / como  [z] e, em Tanan Rukai, os falantes mais jovens podem se mesclar { {IPA | / θ /}} em  / s /.
Em Rukai Mantauran, as oclusivas sonoras se tornam aspiradas: * b para  / v /, * d e * ɖ para  / ð / e * g para  / h / .
A tabela a seguir exibe o inventário consoante de Rukai Mantauran, com representações escritas que diferem de suas representações de IPA (entre colchetes angulares) (Zeitoun 2007):
|             | Labial | Dental | Alveolar | Retroflexa | Velar  | Glotal |
| ----------- | ------ | ------ | -------- | ---------- | ------ | ------ |
| Nasal       | m      |        | n        |            | ⟨ng⟩ ŋ |        |
| Oclusiva    | p      |        | t        |            | k      | ⟨’⟩ ʔ  |
| Africada    |        |        | ⟨c⟩ ts   |            |        |        |
| Fricativa   | v      | ⟨dh⟩ ð | s        |            |        | h      |
| Vibrante    |        |        | r        |            |        |        |
| Aproximante |        |        | l        | ⟨lr⟩ ɭ     |        |        |

- 4 vogais, escritas a, i, e, o

## Morfologia
As sílabas básicas de Mantauran Rukai assumem uma estrutura básica (C) V, com palavras geralmente variando de 2 a 4 sílabas (Zeitoun 2007). Existem quatro processos morfológicos.
1. Afixos
2. Modificação da raiz
3. Reduplicação
4. Composição

Os seguintes padrões de reduplicação ocorrem no Budai Rukai ( Dicionário Comparativo Austronésio ).
Reduplicação do substantivo stem
- N + RED 'uma grande quantidade'
- N (umeral ou período) + RED 'com duração de um período de ...'

Reduplicação do radical do verbo
- V + RED 'continuar continuar fazendo, fazer repetidamente'
- V + RED 'futuro'
- V (estativo) + RED 'intensidade, comparativamente maior'

Em Budai Rukai, a reduplicação de um radical ligado também pode ser usada para criar certos substantivos e verbos básicos, como 'trovão', 'montanha' e 'raspar' ( Dicionário Comparativo Austronésico ).
Com base em uma análise do dialeto Budai (Kucapungan), Rukai é considerado incomum entre as línguas formosanas por ter um sistema de voz dicotômico ativo-passivo, (Chen & Sung, 2005) que pode incluir vozes como foco de agente, paciente, locativa ou instrumental. Stan Starosta considera isso uma indicação de que Rukai é do primeiro ramo da família de línguas austronésias (Zeitoun, 2007). No entanto, essa dicotomia oi contestada).
- Foco ativo / agente (AF): prefixo  u- / w-
- Foco passivo / paciente (PF): prefixo  ki-

### Sintaxe
Diferentemente da maioria das outras línguas formosanas Rukai possui um sistema acusativo de marcação de casos, em vez de um sistema ergativo típico de alinhamento das austronésias (Zeitoun 2007). Existem dois tipos de cláusulas no Mantauran Rukai:
1. Nominal
2. Verbal

A complementação pode assumir quatro estratégias (Zeitoun 2007).
1. Estratégia zero (ou seja, complementos paratáticos)
2. VSerialização dos verbos
3. Nominalização
4. Causativização

Objetos definidos podem ser atualizados em sentenças ativas e passivas.

### Palavras de função
Abaixo estão algumas palavras de função de Mantauran Rukai de Zeitoun (2007).
- la - e
- mani - então

### Classes de palavras
Zeitoun (2007) distingue onze classes de palavras em Mantauran Rukai :.
1. Substantivos
2. Verbos
3. Pronomes
4. Demonstrativos
5. Numerils
6. Advérbios
7. Elementos frasais
8. Elementos de clausas
9. Elementos entre clausas
10. Exclamações
11. Interjeições

### Verbos
Abaixo estão alguns afixos verbais de Mantauran Rukai, conf. Zeitoun (2007).
- Verbos dinâmicos:  o- ; muito raramente  om-  e  m-
- Verbos estáticos:  ma-
- Prefixo de negação:  ki-
- Causativo:  pa-
- ʔini-Ca-  "(um) eu"
- mati-  "bem"
- k-in-a ... aə  "... mais"
- ʔako-  "apenas, apenas"
- ka-  "de fato"
- mata ... aə  "certamente"

### Pronomes
Abaixo estão os pronomes Rukai de Zeitoun (1997
 Note that Mantauran Rukai pronouns are usually bound.
| Tipo def Pronome   | Tópico     | Nominativo | Oblíquo    | Genitivo |
| ------------------ | ---------- | ---------- | ---------- | -------- |
| 1ª s.              | iɭaə       | -ɭao, nao- | -i-a-ə     | -li      |
| 2ª s.              | imiaʔə     | -moʔo      | i-miaʔ-ə   | -ʔo      |
| 3ª s. (visível)    | ana        | –          | -i-n-ə     | -(n)i    |
| 3s. (não visível.) | ðona       | –          | -i-ð-ə     | -ða      |
| 1ª p. (inclusivo)  | imitə, ita | -mita, -ta | -i-mit-ə   | -ta      |
| 1ª p. (excllusivo) | inamə      | -nai       | -i-nam-ə   | -nai     |
| 2ª p.              | inomə      | -nomi      | -i-nom-ə   | -nomi    |
| 3ª p. (vis.)       | ana-lo     | –          | -i-l-i-n-ə | -l-i-ni  |
| ª p. (não vis.)    | ðona-lo    | –          | -i-l-i-ð-ə | -l-i-ða  |

| Tipo de Pronome  | Tópico | Nominativo    | Oblíquo | Genitivo |
| ---------------- | ------ | ------------- | ------- | -------- |
| 1ª s.            | kunaku | -(n)aku, naw- | nakuanə | -li      |
| 2ª s.            | kusu   | -su           | musuanə | -su      |
| 3ª s. (vis.)     | kuini  | –             | inianə  | -ini     |
| 3ª s. (não vis.) | kuiɖa  | –             | –       | –        |
| 1ª p. (incl.)    | kuta   | -ta           | mitaanə | -ta      |
| 1ª p. (excl.)    | kunai  | -nai          | naianə  | -nai     |
| 2ª p.            | kunumi | -numi, -nu    | numianə | -numi    |
| 3ª p. (vis.)     | kuini  | –             | inianə  | -ini     |
| 3ª p. (não vis.) | kuiɖa  | –             | –       | –        |

| Tipo de Pronome  | Tópico  | Nominativo   | Oblíquo | Genitivo |
| ---------------- | ------- | ------------ | ------- | -------- |
| 1s.              | i kɨkɨ  | ku-, kɨkɨ    | ŋkua    | -li      |
| 2ª s.            | i musu  | su-, musu    | sua     | -su      |
| 3ª s. (vis.)     | i kini  | kini         | nia     | -ini     |
| 3ª s. {não vis.) | i kiɖi  | kiɖi         | ɖia     | -ɖa      |
| 1pª . (incl.)    | i miti  | ta-, miti    | mitia   | -ta      |
| 1pª . (excl.)    | i knamɨ | namɨ-, knamɨ | nmaa    | -namɨ    |
| 2ª p.            | i mumu  | mu-, mumu    | mua     | -mu      |
| 3ª p. (vis.)     | i kini  | kini         | nia     | -ini     |
| 3ª p. {não vis.) | i kiɖi  | kiɖi         | ɖia     | -ɖa      |

## Afixos

### Budai Rukai
A lista de afixos de Budai Rukai abaixo é originária de Chen (2006: 199-203).
```
Prefixos
```

- a- 'torne-se'
- ana- 'se'
- api- 'gostar', 'querer'
- i- 'em'
- ki- 'reunir', 'coletar'
- ki- 'Foco Dativo'
- ki- 'pavar
- ku- 'remover'
- ku- 'Marcador de pronome livre'
- ku- 'Marcador passado'
- la- 'Plural'
- lu- 'Futuro'
- ma- 'Verbo Estativo'
- ma- 'recíproco'
- ma- 'dupla (duas pessoas)'
- mu- 'remover'
- mu- 'auto-movimento'
- muasaka- 'ordinal'
- nai- 'feito'
- ŋi- 'para mover em certa direção'
- ŋi- '-próprio'
- ŋu- 'andar'
- pa- 'causativo'
- paŋu- 'por'
- sa- 'partes do corpo'
- sa- 'quando'
- si- 'prefixo verbal'
- si- 'vestir'
- sini- 'desde'
- su- 'limpar'
- su- 'pertencer'
- ta- 'sentir'
- taru- 'certo'
- tu- 'marcar'
- tua- 'lavar'
- θi- 'liberar'
- u- / w- 'Agente em foco'

 'Sufixos' 
- -um 'imperativo'
- -a 'Caso acusativo'
- -ana 'ainda', 'já'
- -anə 'nominalizar'
- -ŋa 'completar'
- -ŋa 'próximo a'

 'Infixos' 
- a 'no passado; não futuro "
- a 'realis'
- in 'Assunto da meta', 'Tempo passado'

 'Circumfixos' 
- um e um 'estado futuro'
- a e 'nominalizador'
- ka e 'real ou genuíno'
- kala e 'temporal'
- sa e 'instrumento'
- sanu e 'sobra'
- sanu lə 'frequência'
- ta e 'hora', 'local'

Compostos (múltiplos)
- la-ma- 'marcador plural'
- ɭi-tara- 'tem que', deve '
- sa-ka- 'casa'
- sa-ka-u anə; o todo'
- sa-ka-si -... l-anə a ... geração
- ta-ra- por um período de tempo
- ta-ra- ser bom em
- t-in-u.anə  relação pessoal

A lista a seguir de afixos Budai Rukai é originária do  Dicionário Austronésio Comparado  (1995).
Afixos nominais
- ka e + N 'algo real ou genuíno
- ko- + Pronome 'nominativo'
- moasaka- + N (numeral) 'ordinal'
- sa -... anə + V 'instrumento, ferramenta'
- sa- + N 'algumas partes do corpo'
- ta + N 'local, hora'
- ta-ra + N 'agente, uma pessoa especializada em ...'

Afixos verbais
- -a- + V 'realis'
- -a + V 'imperativo'
- ki- + N 'para reunir, coletar, colher'
- ki- + V 'foco dativo, ação involuntária'
- ko- + N 'para remover, descascar'
- ko- + V 'intransitivo, foco no paciente'
- ma- + V 'mútuo, recíproco'
- maa- + V 'estativo'
- mo- + N 'para descarregar, remover'
- mo- + V '(ir) auto-movimento, não causador'
- ŋi- + V 'para agir ou mover-se em uma determinada direção ou maneira'
- ŋo- + N 'para andar'
- pa- + V 'causativo'
- si- + V (haste ligada) 'prefixo verbal'
- si- + N 'vestir, carregar, possuir'
- so- + N 'cuspir, limpar, ceder'
- a- + N 'para produzir, produzir, produzir'
- θi + N 'para liberar'
- w- + V 'foco do agente, prefixo verbal'

### Mantauran Rukai
A lista a seguir de afixos de Mantauran Rukai é originária de Zeitoun (2007).
- a- 'quando'
- a- (nominalização de ação / estado)
- a- 'plural'
- -a 'além (no tempo ou no espaço)'
- -a 'irrealis'
- -um 'imperativo'
- -ae (nominalização do estado)
- a - ae; alomorfo: ... -ae (nominalização objetiva; imperativo negativo)
- amo- 'vontade'
- -ane (significando desconhecido; usado nos verbos para insultar alguém)
- -a-nga 'imperativo' (pedidos moderados)
- apaa- 'causador recíproco' (verbos dinâmicos)
- apano- 'gosta, propenso a, tem uma tendência a'
- apa'a 'causativo recíproco' (verbos estáticos)
- apa'ohi- 'divisão (forma causal)'
- -ci 'chiado'
- dh- 'invisível'
- i- 'em'
- -i 'irrealis'
- -i - e (marcação do caso oblíquo em pronomes pessoais e impessoais)
- -ka 'negação predicativa'
- ka- 'de fato, de fato, na verdade'
- ka - ae 'genuíno, real, original'
- kala - ae 'nominalização temporal'
- kapa ~ kama- 'continuamente'
- kapa ...- nga 'tudo, todo'
- ki- 'negação modal'
- ki - ae 'quem'
- k Predefinição:Infix a - ae 'mais e mais'
- la- 'plural'
- la-ma'a- 'recíproco'
- -lo 'plural' (pronomes demonstrativos)
- m- (verbos dinâmicos (finitos e subjuntivos); alterna com k-, p- ou Ø em sua forma não-finita)
- verbos ma- (estáticos (finitos e subjuntivos); alterna com ka- na sua forma não-finita)
- ma - le (forma 'dezenas')
- ma-Ca- 'reciprocidade' (verbos dinâmicos (finitos e subjuntivos); alterna com pa-Ca; Ca refere-se à reduplicação da primeira consoante)
- maa- 'reciprocidade' (verbos dinâmicos (finitos e subjuntivos); alterna com paa)
- maa - e (~ paa - e; maa- (recíproco duplo) + -e (significado desconhecido))
- maaraka- 'cada um / ambos'
- maatali - le / lo '(um número de) pisos'
- maka- 'terminar'
- maka - le / lo (~ paka - le / lo) 'até N- / para N- dias / meses / anos'
- maka'an- (atribui apenas a aleve 'abaixo' e lrahalre 'acima')
- makini - (a) e (~ pakini - (a) e) 'tudo'
- Mali- (~ pali) 'along'
- ma'ohi (~ pa'ohi) 'dividir'
- m-o- (~ o-) 'mantém o ritual de X (onde X = nome da família)' (anexa aos nomes das famílias para formar verbos dinâmicos)
- m-o- (~ o-) 'em direção a'
- mo- 'anti-causativo'
- m-minério (~ ore-) 'executar'
- mota'a- (~ ota'a-) 'raise'
- n- 'visível'
- -na 'ainda'
- naa- 'continuamente'
- -não 'lugar onde'
- - não é 'hora em que'
- -nga 'já'
- -nga 'superlativo'
- n- 'contrafactualidade (irrealis)'
- ni - um 'concessivo'
- o- 'dinâmico / finito / real / ativo'
- o - e 'vestir bem' (deriva verbos dos substantivos)
- o-ara- 'only' (anexado aos verbos)
- o-ka'a - le / lo (~ ko'a - le / lo) 'um número de destinatários'
- om- (~ m- / ~ Ø) 'dinâmico / finito / real / ativo'
- o-tali (~ tali- / ~ toli) 'embrulhar, empacotar'

Enviar feedback
Histórico
Salvas
Comunidade* o-tali (~ tali-) 'feito de'
- o-tara- (~ tara-) 'um número de meses / anos'
- taro (forma de dupleto: tao-) 'grupo de pessoas em movimento'
- o-ta'i- (~ ta'i-) 'precede'
- o-'ara- (~ 'ara-)' cedo '
- pa- 'causativo'
- pa- 'toda vez que N'
- paori 'atenha-se, pense sobre'
- pa'a - ae '(o que resta)'
- pe- 'proibição (?)'
- pi- 'causador local'
- po- 'causador de movimento'
- po- 'urso, cresça N' (atribui a substantivos)
- saka- 'externo'
- samori- 'continue ...-' (atribui apenas à raiz  kane   comer )
- sa'api- 'propenso a, inclinado a'
- so- 'homenagem'
- ta- (nominalização subjetiva)
- ta- 'inalienabilidade' (parentesco e termos de cor)
- ta - (a) e 'local onde'
- ta - ae 'tempo quando'
- ta - n-ae (formas nominais locativas derivadas)
- taka- 'um número de pessoas'
- tako- 'while'
- tala- 'container' (?; encontrado somente com a raiz  ove'eke )
- tali- 'pertence a'
- ta'a- 'com (um grupo de pessoas)'
- ta'a - le / lo 'medida com um braço estendido' (numerais encadernados)
- fazer, fabricar, produzir, construir
- toka - (a) e 'use ... for, by ...-ing'
- to'a- 'use ... to, for'
- 'a-' nominalizador de instrumento / maneira '
- 'a - e' tem um monte de '
- 'aa-' se transformar em '
- 'aka-' Nth '(prefixo ordinal' a- + marcador estático ka- (forma não finita))
- 'ako- (forma de duplo:' ako - ae) 'falar (sai)'
- 'ako-' mal, um pouco '
- 'ako - le' diga várias vezes '
- 'ako - nga' more '
- 'ali-' de (no tempo ou no espaço) '(<'  aliki  '(vem) de')
- 'ano-' anda, cavalga, pega '
- 'ano-' significado desconhecido '(atribui apenas a raízes estáticas)
- 'ano-Ca-' junto / com um número de pessoas (em movimento) '(atribui a formas numéricas encadernadas e a outras raízes)
- 'ano - ae' inteiramente, completamente, cessa, alivia '
- 'ao - le / lo' a enésima vez '(prefixo ordinal' a- + 'o - le / lo' várias vezes ')
- 'apaka - le / lo' o enésimo dia  (prefixo ordinal 'a- + paka - le / lo' até / por vários dias / meses / anos)
- 'api-' como ... -ing '
- 'a-po-' como resultado de '
- 'apo-' sai '
- 'asa - ae' qual é a utilidade de '
- 'asi- (significando desconhecido; encontrado apenas uma vez na palavra' trabalho ')
- 'i-' passivo '
- 'i-' verbalizador '(dos substantivos; prefixo polissêmico). O núcleo semântico de 'i-N é' obter, obter-N ', embora também possa ser encoberto como' obter, colher, reunir, cuidar, suportar, suportar, matar, etc. '
- 'i-' vestir, vestir '(deriva verbos dos substantivos)
- 'ia -... ae' por causa de, fora de '
- 'ini-' movimento em direção a '
- 'ini-' cross '
- 'ini-' consumir '
- 'ini-Ca-' (um) eu '(reflexivo)
- 'ini - ae' fingir '
- 'ini - (-ae)' se comporta como, se parece com '(derivado de'  inilrao  'assemelha-se')
- 'ira-' para '(derivado de'  iraki  '(fazer) parar')
- 'o-' tiraer '
- 'o circumfixo | ...}} le / lo' um número de vezes '(anexa a números encadeados)
- 'o {circumfixo | ...}} le / lo' measure '(deve ser seguido por certas palavras para indicar uma medida com a mão, pé, régua, etc.)
- 'o-tali' descompactar '